# Campeonato Europeu de Atletismo em Pista Coberta de 2011 - 60 m com barreiras masculino
A prova dos 60 metros com barreiras masculino do Campeonato Europeu de Atletismo em Pista Coberta de 2011 foi disputada no dia 4 de março de 2011 na AccorHotels Arena em Paris, França.

## Recordes
Antes desta competição, os recordes mundiais e do campeonato nesta prova eram os seguintes:
|                       | Nome          | Nacionalidade | Tempo | Local        | Data                |
| --------------------- | ------------- | ------------- | ----- | ------------ | ------------------- |
| Recorde mundial       | Colin Jackson | Reino Unido   | 7s 30 | Sindelfingen | 6 de março de 1994  |
| Recorde do campeonato | Colin Jackson | Reino Unido   | 7s 39 | Paris        | 12 de março de 1994 |
| Recorde europeu       | Colin Jackson | Reino Unido   | 7s 30 | Sindelfingen | 6 de março de 1994  |

## Medalhistas
| Ouro               | Prata                 | Bronze               |
| Petr Svoboda (CZE) | Garfield Darien (FRA) | Adrien Deghelt (BEL) |

## Resultados

### Bateria
Qualificação: 2 atletas de cada bateria  (Q) mais os  2 melhores qualificados (q).  
Bateria 1
| Posição. | Raia | Atleta             | Nacionalidade | Reação | Tempo | Notas |
| -------- | ---- | ------------------ | ------------- | ------ | ----- | ----- |
| 1        | 7    | Dimitri Bascou     | França        | 0.158  | 7.62  | Q     |
| 2        | 4    | Evgenij Borisov    | Rússia        | 0.172  | 7.68  | Q     |
| 3        | 8    | Maksim Lynsha      | Bielorrússia  | 0.193  | 7.71  |       |
| 4        | 2    | Jurica Grabušić    | Croácia       | 0.143  | 7.80  |       |
| 5        | 1    | Damien Broothaerts | Bélgica       | 0.174  | 7.84  |       |
| 6        | 6    | Joona-Ville Heinä  | Finlândia     | 0.146  | 7.90  |       |
| 7        | 5    | Rasul Dabó         | Portugal      | 0.183  | 7.93  |       |
| 8        | 3    | Andreas Martinsen  | Dinamarca     | 0.182  | 8.38  |       |

Bateria 2
| Posição. | Raia | Atleta            | Nacionalidade | Reação | Tempo | Notas           |
| -------- | ---- | ----------------- | ------------- | ------ | ----- | --------------- |
| 1        | 8    | Felipe Vivancos   | Espanha       | 0.150  | 7.56  | Q,              |
| 2        | 3    | Garfield Darien   | França        | 0.190  | 7.60  | Q               |
| 3        | 1    | Adrien Deghelt    | Bélgica       | 0.153  | 7.62  | q               |
| 4        | 4    | Lawrence Clarke   | Reino Unido   | 0.147  | 7.74  |                 |
| 5        | 2    | Balázs Baji       | Hungria       | 0.154  | 7.77  | Recorde pessoal |
| 6        | 7    | Matús Janecek     | Eslováquia    | 0.170  | 7.86  |                 |
| 7        | 6    | Aliaksandr Linnik | Bielorrússia  | 0.152  | 8.00  |                 |
| 8        | 5    | Martin Arnaudov   | Bulgária      | 0.189  | 8.11  |                 |

Bateria 3
| Posição. | Raia | Atleta             | Nacionalidade        | Reação | Tempo | Notas                |
| -------- | ---- | ------------------ | -------------------- | ------ | ----- | -------------------- |
| 1        | 7    | Petr Svoboda       | Chéquia              | 0.171  | 7.55  | Q                    |
| 2        | 6    | Konstantin Šabanov | Rússia               | 0.146  | 7.63  | Q =                  |
| 3        | 8    | Samuel Coco-Viloin | França               | 0.174  | 7.68  | q                    |
| 4        | 3    | Jackson Quiñónez   | Espanha              | 0.194  | 7.70  | Recorde da temporada |
| 5        | 5    | Emanuele Abate     | Itália               | 0.165  | 7.74  |                      |
| 6        | 2    | Tobias Furer       | Suíça                | 0.193  | 7.93  |                      |
| 7        | 1    | Manuel Prazak      | Áustria              | 0.160  | 7.98  |                      |
|          | 4    | Adnan Malkić       | Bósnia e Herzegovina | 0.231  |       | DSQ                  |

### Final
A final foi realizada às 18:50 no dia 4 de março de 2011.  
| Posição.          | Raia | Atleta             | Nacionalidade | Reação | Tempo | Notas           |
| ----------------- | ---- | ------------------ | ------------- | ------ | ----- | --------------- |
| Medalha de ouro   | 5    | Petr Svoboda       | Chéquia       | 0.150  | 7.49  |                 |
| Medalha de prata  | 3    | Garfield Darien    | França        | 0.175  | 7.56  | =               |
| Medalha de bronze | 1    | Adrien Deghelt     | Bélgica       | 0.161  | 7.57  | Recorde pessoal |
| 4                 | 4    | Felipe Vivancos    | Espanha       | 0.139  | 7.59  |                 |
| 5                 | 7    | Konstantin Šabanov | Rússia        | 0.154  | 7.61  | Recorde pessoal |
| 6                 | 6    | Dimitri Bascou     | França        | 0.190  | 7.64  |                 |
| 7                 | 8    | Evgenij Borisov    | Rússia        | 0.162  | 7.65  |                 |
| 8                 | 2    | Samuel Coco-Viloin | França        | 0.184  | 8.08  |                 |

Legenda
| Recorde mundial       | Recorde mundial (World record)               |                       | Recorde africano                      | Recorde africano (African) |                                           | Q | Classificado por posição (Qualified) |
| Recorde do campeonato | Recorde do campeonato (Championship record)  | Recorde da América    | Recorde da América (Americas)         | q                          | Classificado por melhor tempo (Qualified) |   |                                      |
| Melhor marca do ano   | Melhor marca do ano (World leading)          | Recorde asiático      | Recorde asiático (Asian)              | DNS                        | Não largou (Did not start)                |   |                                      |
| Recorde nacional      | Recorde nacional (National record)           | Recorde europeu       | Recorde europeu (European)            | DNF                        | Não terminou (Did not finish)             |   |                                      |
| Recorde pessoal       | Recorde pessoal do atleta (Personal best)    | Recorde da Oceania    | Recorde da Oceania (Oceania)          | DSQ / DQ                   | Desclassificado (Disqualified)            |   |                                      |
| Recorde da temporada  | Recorde da temporada do atleta (Season best) | Recorde sul-americano | Recorde sul-americano (South America) | NM                         | Sem marca (No mark)                       |   |                                      |